# پلاشان
پلاشان در شاهنامه نام سرداری تورانی است. کیخسرو برای آورندهٔ سر، تیغ و اسب پلاشان پاداش‌های ارزندهٔ بسیار تعیین کرده بود، امّا در میان تمامی یلان و پهلوانان، تنها بیژن بود که در کاسه رود با پلاشان درآویخت و پس از رزمی سخت او را از پای درآورد. فردوسی در بیتی باشکوه از شاهنامه، از پلاشان، چنین یاد کرده‌است:
| که اینت بهای سر بی بها |  | پلاشان دژخیم نـــرّ اژدها |

## پلاشان در شاهنامه
زمانیکه کیخسرو فرمان حمله به مرزهای توران را به طوس تفویض نمود از او خواست تا از مرز و محل حکمرانی فرود سیاوش عبور ننماید امّا سپهسالار قول داد ولی عمل نکرد از مرز فرود عبور نمود و او را نیز هلاک نمود. پس از تصرف حکمرانی فرود، سپاه ایران به جانب کاسه‌رود یورش آورد در این رهگذر بفرمان طوس پسر نوذر احدی جان بدر نبرد. هر کسی را که در مسیر یافتند به قتل رسانده تنش را به راه افکندند تا به کاسه‌رود رسیدند.
مرزبان کاسه‌رود خبر یافت با گردانش به مقابله آمد. بجز طوس از نام‌آوران ایرانی گودرز نیا، گیو فرزند و بیژن نوه حضور داشت چون درفش پلاشان از دور دیده شد گیو دست زد شمشیر از غلاف بیرون کشید و گفت پلاشان سردار و سوار دلیر آمد. بیژن به پدر گفت اگر شهریار خلعت گذاشته برای کسی که او را بکشد پس به فرمان شهریار کمر جنگ با او خواهم بست. گیو ابتدا مخالف بود پسرش به نبرد پلاشان رود ولی بیژن آن را ننگ دانست سلاح و جوشن سیاوش پوشید وارد میدان کارزار شد:
| به آب اندرون غرقه شد بارگی |  | سرانشان غمی گشت یکبارگی    |
| عمود گران بر کشیدند باز    |  | دو شیر سرافراز و دو رزمساز |
| چنین تا بر آورد بیژن خروش  |  | عمود گران بر نهاده به دوش  |
| بزد بر میان پلاشان گرد     |  | همه مهرهٔ پشت بشکست خرد     |
| ز بالای اسب اندر آمد تنش   |  | نگون شد بر و مغفر و جوشنش  |